# Hannah Roberts
Hannah Roberts (South Bend, 10 de agosto de 2001) es una deportista estadounidense que compite en ciclismo en la modalidad de BMX estilo libre.
Participó en dos Juegos Olímpicos de Verano, obteniendo una medalla de plata en Tokio 2020,  en la prueba de parque, y el octavo lugar en París 2024, en la misma prueba.  En los Juegos Panamericanos obtuvo dos medallas, oro en 2019 y oro en 2023.
Ganó siete medallas en el Campeonato Mundial de Ciclismo Urbano entre los años 2017 y 2024. Adicionalmente, consiguió dos medallas de oro en los X Games.

## Palmarés internacional
| Juegos Olímpicos     | Juegos Olímpicos      | Juegos Olímpicos  | Juegos Olímpicos |
| Año                  | Lugar                 | Medalla           | Competición      |
| -------------------- | --------------------- | ----------------- | ---------------- |
| 2020                 | Tokio (Japón)         | Medalla de plata  | Parque           |
| Campeonato Mundial   |                       |                   |                  |
| Año                  | Lugar                 | Medalla           | Competición      |
| 2017                 | Chengdu (China)       | Medalla de oro    | Parque           |
| 2018                 | Chengdu (China)       | Medalla de bronce | Parque           |
| 2019                 | Chengdu (China)       | Medalla de oro    | Parque           |
| 2021                 | Montpellier (Francia) | Medalla de oro    | Parque           |
| 2022                 | Abu Dabi (EAU)        | Medalla de oro    | Parque           |
| 2023                 | Glasgow (Reino Unido) | Medalla de oro    | Parque           |
| 2024                 | Abu Dabi (EAU)        | Medalla de oro    | Parque           |
| Juegos Panamericanos |                       |                   |                  |
| Año                  | Lugar                 | Medalla           | Competición      |
| 2019                 | Lima (Perú)           | Medalla de oro    | Parque           |
| 2023                 | Santiago (Chile)      | Medalla de oro    | Parque           |

| X Games de Verano | X Games de Verano               | X Games de Verano | X Games de Verano |
| Año               | Lugar                           | Medalla           | Prueba            |
| ----------------- | ------------------------------- | ----------------- | ----------------- |
| 2024              | California (Estados Unidos)     | Medalla de oro    | Parque            |
| 2025              | Salt Lake City (Estados Unidos) | Medalla de oro    | Parque            |